# 珀金斯維爾 (密西西比州)
珀金斯維爾（英語：Perkinsville）是位於美國密西西比州溫斯頓縣的鬼鎮。

## 歷史
珀金斯維爾的郵局於1871年設立，其後於1909年停運。當地於1900年時共有人口44人。

## 地理
珀金斯維爾所處的海拔為高於海平面148米（即486英呎），而該地所採用的時區為UTC-6，即北美中部時區（CST）。同時該地設有夏令時間，為UTC-6調快一小時，即UTC-5（CDT）。